# ليدز الوسطى (دائرة انتخابية في المملكة المتحدة)
ليدز الوسطى (بالإنجليزية: Leeds Central)‏ هي إحدى الدوائر الانتخابية في المملكة المتحدة الممثلة في مجلس العموم في برلمان المملكة المتحدة.
عضو البرلمان الذي يمثلها حالياً هو :Rt Hon Hilary Benn (Lab).